# Édouard Bauhain
Édouard Bauhain, né à Bordeaux le 22 juin 1864 et mort dans le 7e arrondissement de Paris le 26 décembre 1930, est un architecte français.

## Biographie
Il entreprend en 1883-1884 des études d'architecture dans sa ville natale puis aux Beaux-Arts à Paris, où son travail reçoit le prix des architectes américains en 1890.
Il s'installe comme architecte en 1894 à Paris mais travaille principalement dans le Sud-Ouest de la France (Bayonne, Bordeaux, Charente...).
En 1898-1899, avec Raymond Barbaud, il est primé au concours pour l’université de Californie à Berkeley.

## Œuvres
Conçue en grande partie, jusqu'en 1910, avec son associé Raymond Barbaud (1860-1927), son œuvre comporte surtout des villas, des immeubles, des hôtels d'un style très classique dans l'ensemble, avec parfois des ajouts Art nouveau.
À Paris, subsistent plusieurs de leurs travaux, dont peut-être le plus connu, l'immeuble du Syndicat de l'épicerie française sis au no 12 rue du Renard. Édouard Bauhain y a aussi bâti des habitations à bon marché (HBM), square Bolivar, rue Bolivar (19e arr.), rue du Sergent-Bauchat (12e), rue de la Convention et avenue Félix-Faure (15e).
À Suresnes (Hauts-de-Seine), rue Carnot, est inaugurée en 1897 la salle des fêtes qu'il a réalisée avec Raymond Barbaud. Sa charpente est réalisée par la société Eiffel,,.
Les deux architectes créent aussi la place Amédée-Larrieu à Bordeaux (1902), comprenant une fontaine sculptée par Raoul Verlet et des grilles Art nouveau.
Dans les Deux-Sèvres, il réalise avec Raymond Barbaud le monument aux morts de la guerre de 1870, à Bressuire (inauguré le 25 octobre 1903).

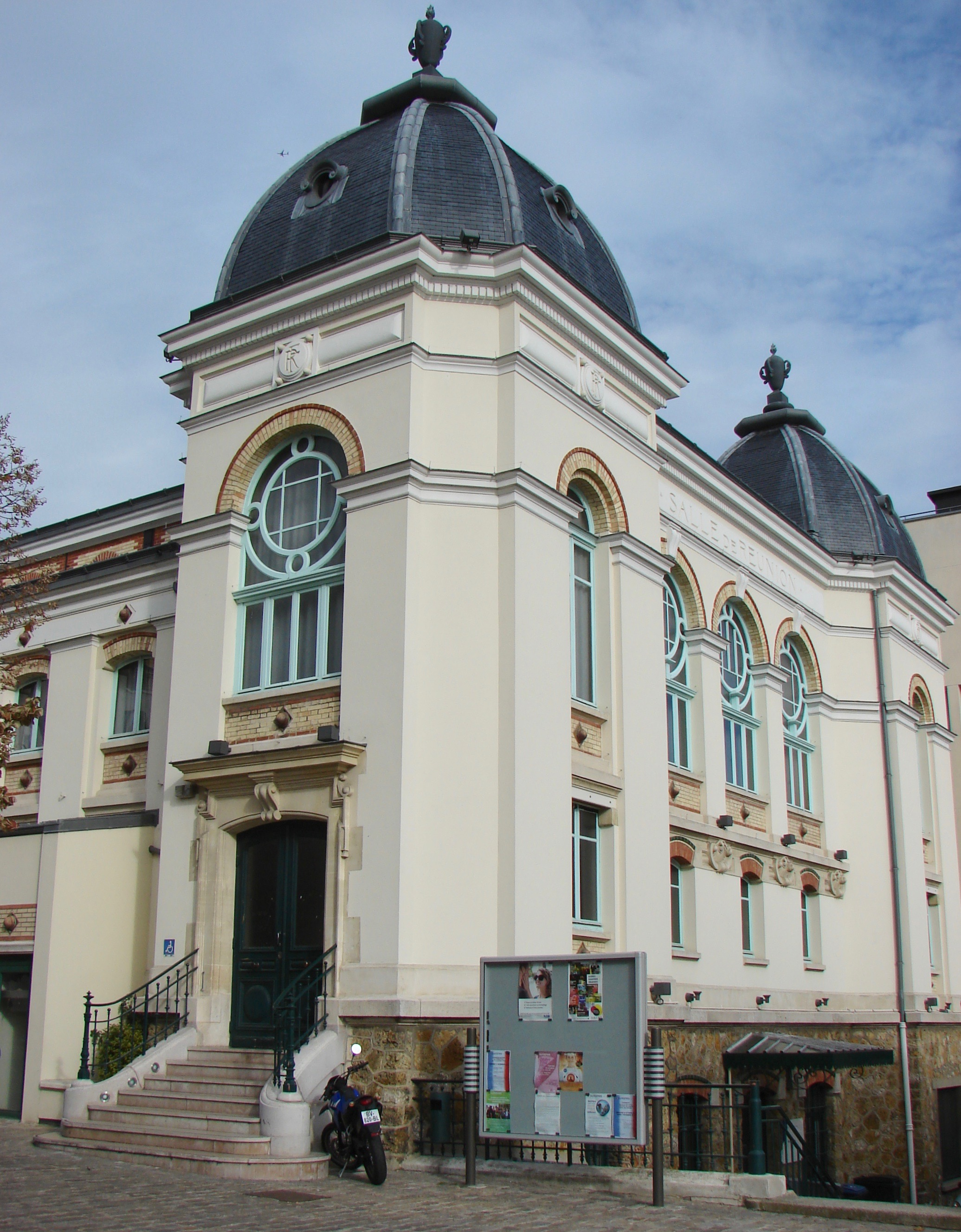
Salle des fêtes de Suresnes, rue Carnot (1897).
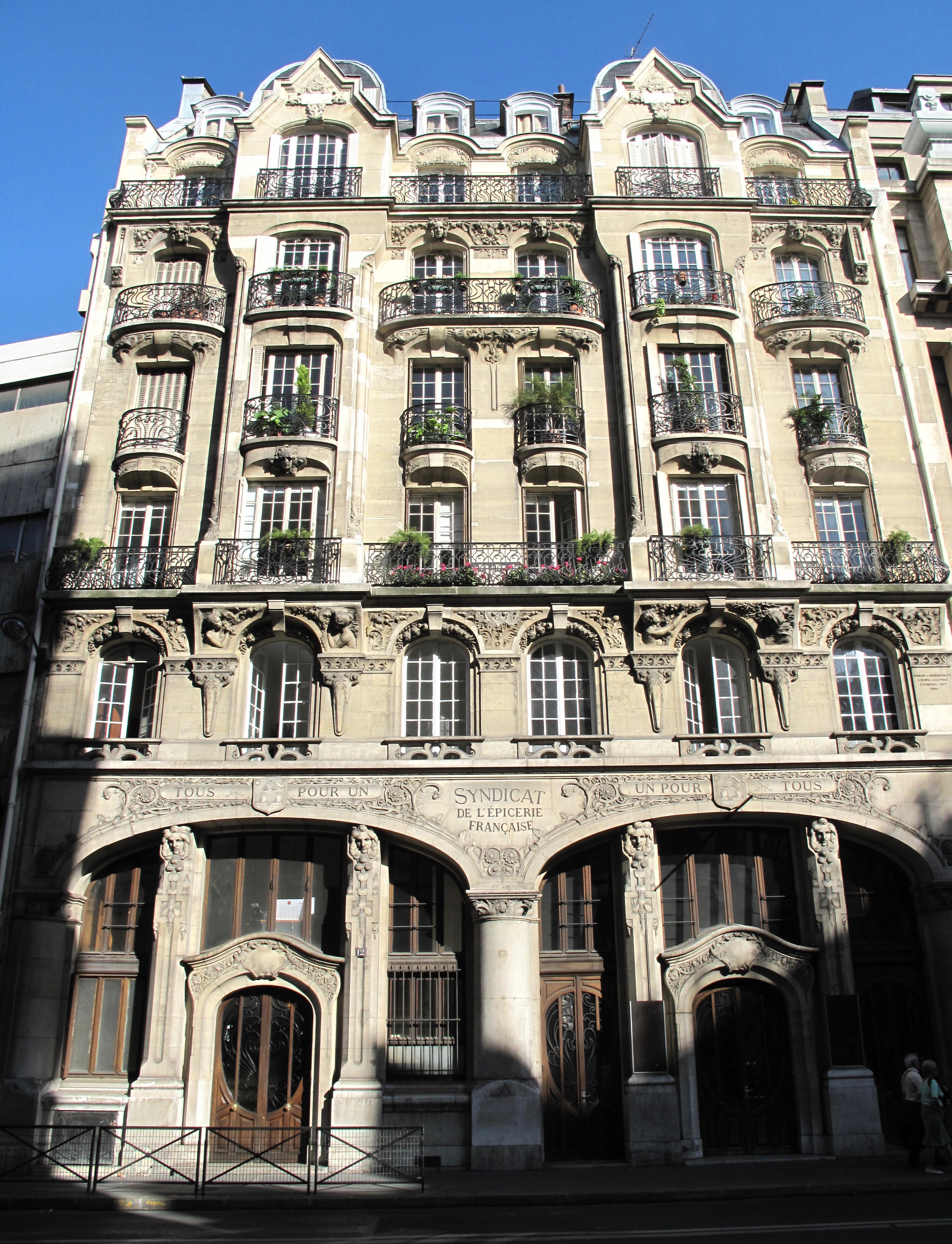
Immeuble du syndicat de l'épicerie française.
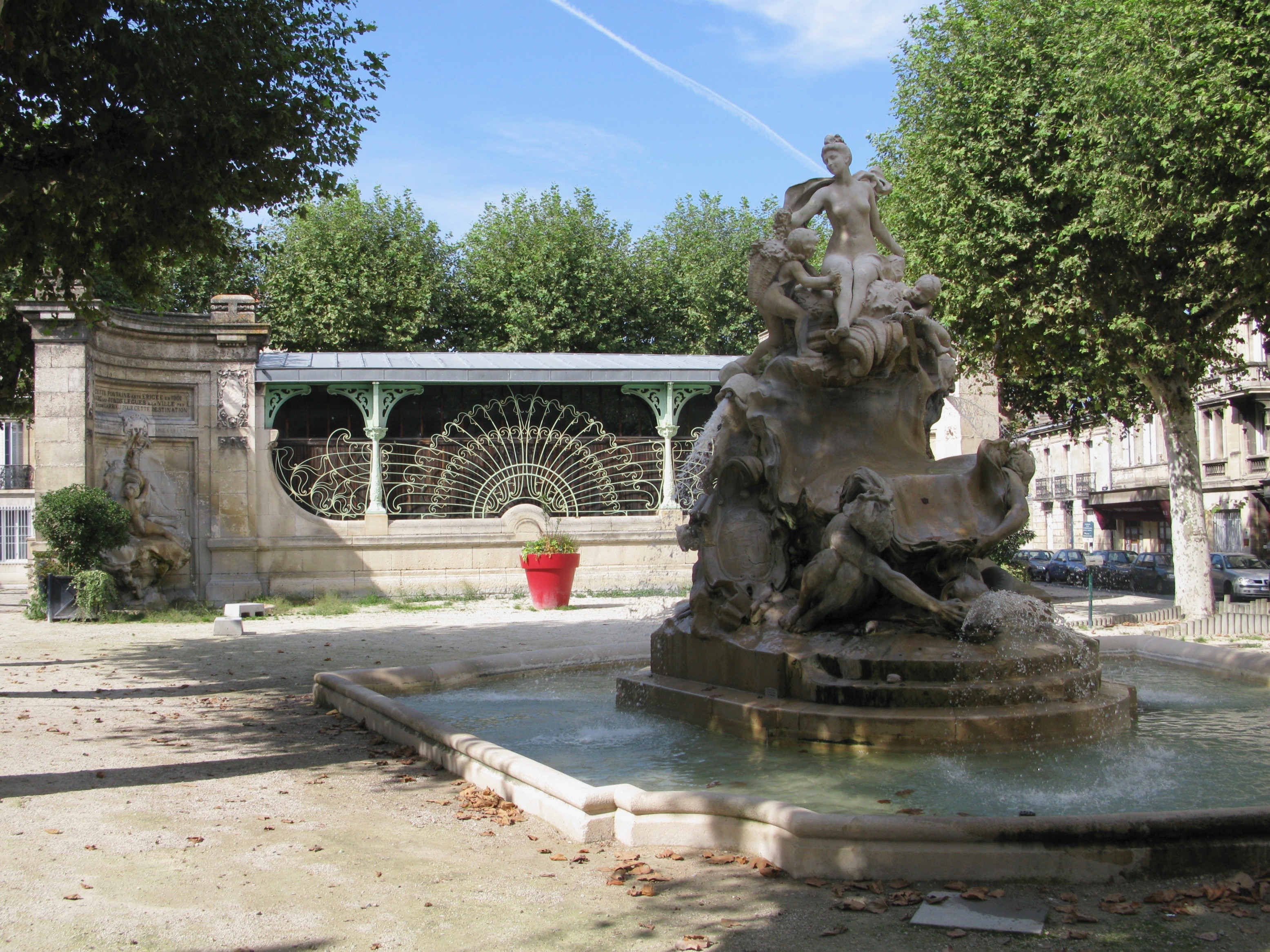
Place Amédée-Larrieu, à Bordeaux (1902).
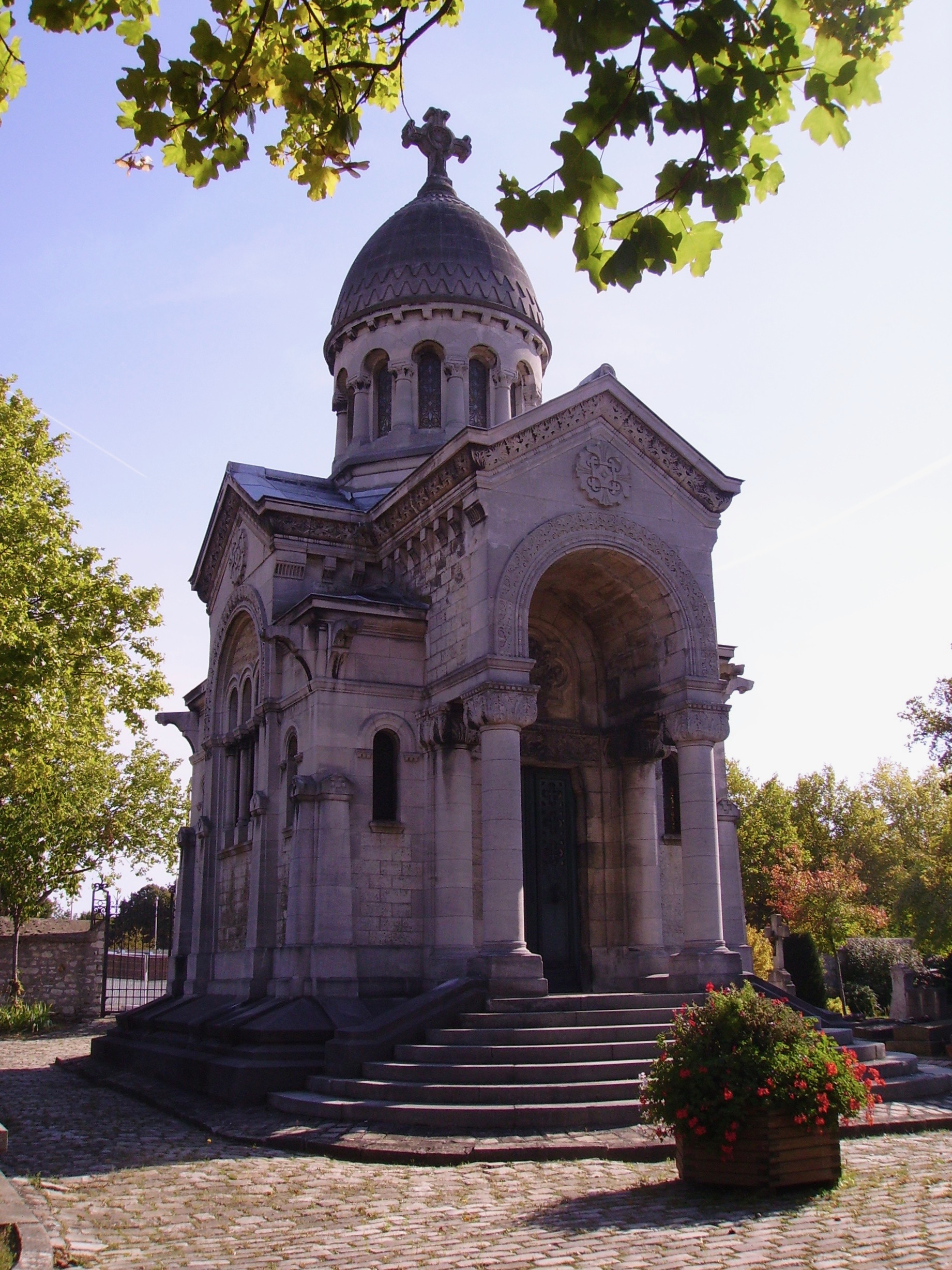
Chapelle funéraire de Jules Hunebelle.

Plusieurs de leurs œuvres sont classées ou inscrites, comme la « chapelle funéraire de la Famille Richard, » à l'Inventaire général du patrimoine culturel ou la « chapelle funéraire de Jules Hunebelle » aux monuments historiques.
Ce qui subsiste des archives de l'agence Bauhain et Barbaud est conservé aux Archives nationales à Fontainebleau, sous la cote 526 AP.